# Sargans
Sargans (toponimo tedesco) è un comune svizzero di 6 522 abitanti del Canton San Gallo, nel distretto di Sarganserland del quale è capoluogo; ha il titolo di città.

## Geografia
Il territorio di Sargans si estende ai piedi del monte Gonzen, nel punto di incontro delle valli del Reno e della Seez lungo il confine tra Liechtenstein e Svizzera.

## Storia
In epoca romana l'area dell'odierna Sargans era inclusa nella provincia romana della Rezia e successivamente, dopo la divisione attuata durante la Tetrarchia, nella Raetia Prima; testimonianza di quel periodo è la più importante villa romana del Canton San Gallo, rinvenuta nell'attuale territorio del comune. Dopo la dissoluzione dell’Impero romano in Occidente (V secolo) la zona continuò a far parte dell’area linguistica romancia fino all'affermazione della lingua alemanna, protrattasi dall'VIII al XIII secolo, che la portò a essere inclusa nell'area linguistica tedesca.
La città fu fondata attorno alla metà del XIII secolo ai piedi del castello di Sargans, costruito nel secolo precedente dai conti di Werdenberg-Sargans quale centro amministrativo della contea di Sargans e complesso fortificato; nel 1483 il conte Jörg von Werdenberg-Sargans vendette la contea alla Vecchia Confederazione, che ne fece il centro amministrativo dell'omonimo baliaggio. Nel 1798 la Repubblica Elvetica soppresse la contea e attribuì Sargans al Canton Linth e, nel 1803, al Canton San Gallo.
La maggior parte della popolazione visse per secoli principalmente di agricoltura, ma dalla metà del XIX secolo Sargans emerse come un significativo nodo di traffico della Svizzera orientale e verso l'Austria e il Liechtenstein: nel 1859 divenne il punto di congiunzione fra le linee ferroviarie Zurigo-Coira (tratto Ziegelbrücke-Sargans) e Coira-Rorschach, cittadina portuale sul Lago di Costanza, e dal 1884 stazione di transito anche della linea che collega Zurigo con Vienna e l'Europa orientale. L’ampliamento della stazione negli anni 1960 consolidò ulteriormente l’importanza di Sargans come nodo ferroviario.

## Monumenti e luoghi d'interesse
- Chiesa parrocchiale cattolica dei Santi Cassiano e Osvaldo (Stadtkirche ; fino al XV secolo di San Cassiano), attestata dal IX secolo e ricostruita nel 1708-1711[3];
- Chiesa riformata, eretta nel 1959[3];
- Castello di Sargans, costruito nel XII secolo, dal 1966 sede del Museo del Sarganserland[3].

## Società

### Evoluzione demografica
L'evoluzione demografica è riportata nella seguente tabella:
Abitanti censiti

## Cultura

### Istruzione
Sede di diverse scuole superiori, Sargans è il principale centro di formazione della parte meridionale del cantone.

### Musei
- Museo del Sarganserland, aperto nel 1966[3]

## Geografia antropica

### Frazioni

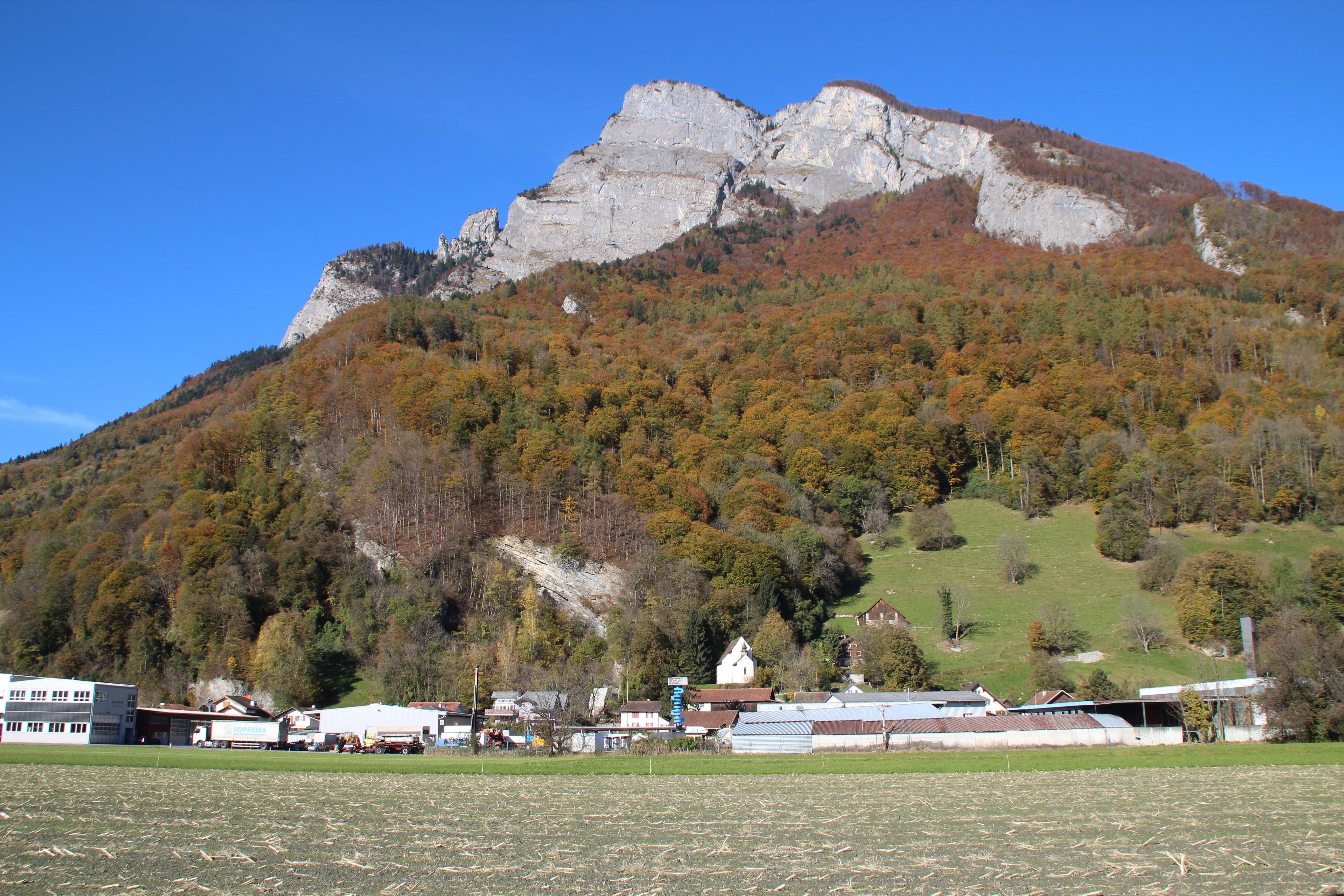
Vild

Le frazioni di Sargans sono:
- Farb
- Prod
- Ratell
- Riet
- Schwefelbad
- Splee
- Töbeli
- Vild

## Economia
Sargans, grazie anche alla favorevole collocazione infrastrutturale, è una città prevalentemente residenziale, con forte pendolarismo in uscita vero il Liechtenstein; sono presenti piccole e medie imprese e rilevante è anche il settore turistico.

## Infrastrutture e trasporti

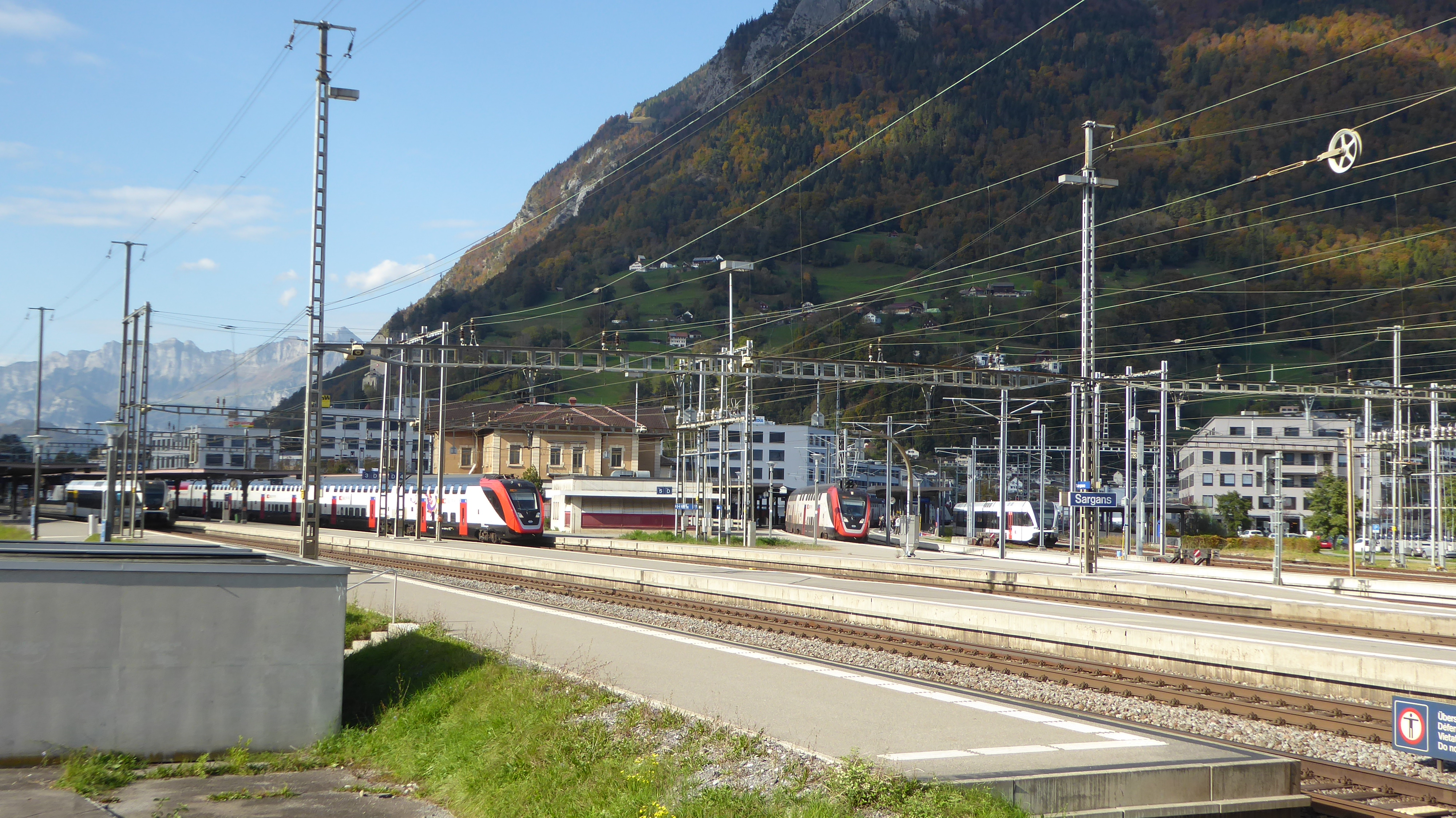
La stazione di Sargans

Sargans è servita dall'omonima uscita sull'autostrada A3 Basilea-Sargans, che origina dallo svincolo di Sarganserland situato a sud della città che la connette all'autostrada A13; è inoltre attraversata dalle strade principali 3 e 13. Il comune è servito dalla stazione di Sargans, importante nodo ferroviario elvetico situato sulle linee Coira-Rorschach e Ziegelbrücke-Sargans (linee S4 e S12 della rete celere di San Gallo).